# Renate Höpfinger
Renate Höpfinger (* 27. April 1960) ist eine deutsche Historikerin und Archivleiterin.

## Werdegang
Höpfinger wurde 1991 an der Universität Regensburg mit einer Arbeit über die Geschichte der jüdischen Gemeinde in dem Oberpfälzer Markt Floß promoviert.
Seit Ende der 1990er Jahre ist sie bei der Hanns-Seidel-Stiftung Leiterin des Archivs für Christlich-Soziale Politik (ACSP), der Politisch-historischen Fachbibliothek sowie der Informations- und Dokumentationsstelle.
Sie ist Mitglied des Editionsbeirats „Fraktionsprotokolle“ der Kommission für Geschichte des Parlamentarismus und der politischen Parteien.

## Schriften
- Die Judengemeinde von Floss 1684–1942. Die Geschichte einer jüdischen Landgemeinde in Bayern. Lassleben, Kallmünz/Oberpfalz. 1993.
- Josef Müller. Der erste Vorsitzende der CSU. Zum 100. Geburtstag. „Politik für eine neue Zeit“. Atwerb-Verlag, Grünwald 1998, ISBN 978-3-928561-72-3.
- (Hrsg.): Otto Seeling, Richard Jaeger, Hanns Seidel, Jochen Willke. Hanns-Seidel-Stiftung, München 2002 (= Bayerische Lebensbilder, Bd. 1), ISBN 978-3-88795-254-9.
- (Hrsg.): Franz Josef Strauß, Ludwig Bölkow, Sepp Hort. Hanns-Seidel-Stiftung, München 2005 (= Bayerische Lebensbilder, Bd. 2), ISBN 978-3-88795-272-3.
- (Hrsg. mit Roman Löschinger): Die Augenbraue. Theo Waigel im Blick großer Karikaturisten. München 2009.
- (Hrsg.): Vom Überwinden der Mauer. Hanns-Seidel-Stiftung, München 2014 (= Bayerische Lebensbilder, Bd. 3), ISBN 978-3-88795-446-8.
- (Hrsg.): Franz Josef Strauß – die Macht der Bilder. Begleitband zur Ausstellung „Franz Josef Strauß. Die Macht der Bilder“ des Münchner Stadtmuseums, 24. April – 2. August 2015. München 2015.
- Franz Josef Strauß oder „der dickköpfige Satansbrätling“ 1915–1988, München 2015.
- (Hrsg.): Maria Probst. 1902–1967 Hanns-Seidel-Stiftung, München 2017 (= Bayerische Lebensbilder, Bd. 4), ISBN 978-3-88795-529-8.